# Jag har inte tid
Jag har inte tid är ett studioalbum från 1984 av det svenska dansbandet Sten & Stanley.
På albumomslaget syns ett tåg.

## Låtlista
1. Auf wiederseh'n Cherie
2. Wiktoria (Drömmaren på berget)
3. Till sist (Danach)
4. Amore amore
5. Låt mej få veta vem du är (Ich will nicht weissen)
6. Tre små ord
7. Törnfåglarna (The Thorn Birds)
8. Jag har inte tid
9. Det blir morgon (Serenata)
10. Två människor (Wodu bist)
11. Fri som en vind (Free Like a Bird)
12. Ställ dej sist i kön
13. Det händer aldrig igen (Never Never)
14. Ett sjumastat skepp (Ein schneeweisses Schiff)

## Listplaceringar
| Lista (1984) | Topplacering |
| ------------ | ------------ |
| Sverige      | 46           |